# Luis Lerate Santaella
Luis Lerate Santaella (Sevilla, 20 de octubre de 1910 - Sevilla, 23 de marzo de 1994), violinista y compositor, así como catedrático de música.

## Biografía
Aprendió sus primeras letras en el colegio Parisino, y en 1917 comenzó sus estudios de solfeo y violín con su padre Agustín Lerate Castro (1877-1931).
En 1918 pasó a estudiar violín con el concertista Fernando Palatín Garfias, dando su primer concierto público en el Ateneo de Sevilla, a la edad de 13 años, el 10 de mayo de 1924.
El 30 de mayo de 1925 ganó el «Premio Falla» del Ateneo de Sevilla, creado por la Sociedad Sevillana de Conciertos. Este mismo año, en octubre, revalidó sus estudios de solfeo y de violín en la Sociedad Filarmónica de Sevilla, entidad que más tarde daría origen al Conservatorio de Música.
Comenzó a estudiar armonía y composición con Eduardo Torres, y entre 1925 y 1928 los continuó con Norberto Almandoz. En 1928, y tras las oposiciones celebradas el 16 de octubre, el Ayuntamiento de Sevilla le otorgó una beca para realizar estudios en Madrid. Como beneficiario de dicha beca, revalidó en el Real Conservatorio de Madrid los estudios de solfeo (José Robles), violín (José del Hierro), historia de la música (José Forns), armonía (Pedro Fontanilla y Conrado del Campo) y música de cámara (Rogelio del Villar).
En el año 1930 obtuvo «Diploma de 1ª clase de Música de Cámara» y «Diploma de 1ª clase de Violín» del Real Conservatorio de Madrid, y también fue galardonado tras reñidas oposiciones con el «Premio Sarasate», convocado por el mismo centro. 
De regreso a Sevilla, dio en esta ciudad conciertos de violín organizados por el Ateneo, Sociedad Sevillana de Conciertos, Radio, etc. En 1931 y mediante oposiciones, el Ayuntamiento de Sevilla le concedió una nueva beca para realizar estudios en el extranjero (acuerdo de la Comisión Permanente de 1 de abril). Como beneficiario de esta nueva beca, estudió en la Escuela Normal de Música de París. Allí perfeccionó sus estudios de violín con los maestros Chailley, Boucherit y Thibaud, y de contrapunto con Nadia Boulanger, siendo seleccionado en 1932 entre los alumnos para dar un concierto en aquella Escuela. También obtuvo por oposición el «Diploma de Ejecución» otorgado por el mismo centro.
A su regreso a España amplió su actividad como concertista de violín en sociedades de conciertos, emisoras de radio, teatros, Ateneo de Sevilla, etc. Concertino de la Capilla Musical de la Catedral de Sevilla bajo la dirección de Torres, Almandoz y Urcelay, fue violinista fundador de la Orquesta de Cámara de Madrid creada en 1929 por Saco del Valle, socio fundador y concertino de la Orquesta Bética de Cámara (1933) fundada por Manuel de Falla, y fundador del Trío Clásico de Sevilla (1940) junto con Rojas y Muriel, etc.
Fue socio de la Sociedad General de Autores y Editores desde 1933.
En 1935 ganó el Concurso de Violín celebrado en la emisora Unión Radio de Sevilla.
En el año 1936 comenzó su labor docente en el Conservatorio de Música de Sevilla. Fue entonces nombrado por su director, Ernesto Halffter, sustituto de Norberto Almandoz en la Cátedra de Composición durante los cursos 1936-37 y 1937-38. En 1941 fue nombrado profesor auxiliar interino de Música de Cámara, pasando a ocupar esta plaza como numerario en 1945 en virtud de un concurso-oposición.
En 1948 fue objeto de un concierto-homenaje organizado por el Conservatorio, en el que se dieron a conocer diversas composiciones suyas. El acto se celebró el 16 de marzo en el Paraninfo de la Universidad de Sevilla, presidido por su Magnífico Rector, con participación del Director y Catedráticos del Conservatorio y conducido por Emilio Ramírez. Ese mismo año en el «certamen José María Izquierdo» convocado por el Ateneo de Sevilla, obtuvo mención honorífica su obra para piano "Scherzo Bético", sobre dos motivos andaluces. También en 1948 fue nombrado 'profesor especial de Solfeo' con carácter interino. Pasó a ocupar esta plaza como numerario mediante concurso-oposición celebrado en 1950.
En 1959 ocupó con carácter interino la Cátedra de Música de Cámara, cátedra que ganó en propiedad mediante oposiciones celebradas en 1961. En ese mismo año ganó el «premio de composición José María Izquierdo» del Ateneo de Sevilla por su obra "Fantasía" para violín y piano. Como titular de la Cátedra de Música de Cámara del Conservatorio Superior de Música de Sevilla se jubiló el 20 de octubre de 1980.
Paralelamente a su labor de profesor en el Conservatorio de Música también desempeñó tareas docentes en otros centros educativos. Así, durante los cursos académicos 1938-41 ejerció como ayudante de clases prácticas de Música del Instituto Nacional de Segunda Enseñanza San Isidoro de Sevilla, siendo Director de Coros de dicho centro entre los años 1960 y 1963. En 1942 fue nombrado con carácter interino profesor de la Cátedra de Violín del Hogar de San Fernando, dependiente del Ayuntamiento de Sevilla, ocupando esta plaza en propiedad en virtud de oposiciones libres celebradas en 1946. Y en 1956 fue nombrado profesor titular de Música de la Universidad Laboral de Sevilla mediante concurso nacional de méritos.

## Obra

### Obras pedagógicas
- Apuntes sobre la Teoría general de la Música.
- Lecciones de Solfeo y Dictado musical para exámenes.
- Solfeos para Premios y Oposiciones.
- Ejercicios violinísticos (cuerdas al aire) para la técnica del arco.
- Los sonidos armónicos del violín.
- Memoria (Solfeo).
- Memoria (Violín).
- Memoria (Música de Cámara).

### Composiciones
Escribió más de 100 obras de distintos géneros musicales: sinfónico, de cámara, polifónico, religioso, popular, etc. Armonizaciones e instrumentaciones para diversos instrumentos solistas, agrupaciones de cámara y orquestas. Grabaciones de discos.
Para la Semana Santa sevillana compuso cinco marchas de gran valía: Cristo del Buen Fín (1948), María Santísima del Dulce Nombre (1955), Nuestra Señora de las Mercedes (1957), Cristo del Mayor Dolor (1988) y Jesús Ante Anás (1992).